# 크로커스
크로커스(Crocus, Crocus sativus)는 붓꽃과에 속하는 여러해살이 알뿌리 화초이다. 번홍화(番紅花)로도 알려져 있다. 원산지는 유럽 남부 지중해 연안, 중앙아시아이다. 세계의 많은 지역에서 재배하는 원예 식물로서 화단·화분, 수상 재배에 널리 이용되고 있다.
크로커스는 알뿌리와 비슷하게 생긴 두꺼운 줄기인 구슬줄기에서 자란다. 잎은 꽃이 핀 이후에 자라며 가운데에 흰 세로줄이 있고, 꽃은 품종에 따라 노란색, 흰색, 보라색 등의 색을 띤다. 꽃은 지표면에 가깝게 피며, 각 꽃에는 꽃잎 6장, 수술 3개, 암술 1개가 있다. 이른 봄에 꽃이 피는 종류도 있고, 가을에 꽃이 피는 종류도 있다. 꽃의 암술머리는 노란색 염료를 만드는 원료와 음식 향신료로 이용되었다.

## 재배
크로커스의 구근은 9-10월에 심는데, 크기는 지름 3cm 미만의 것이 알맞다. 화단에 심을 때는 먼저 햇빛이 잘 드는 곳에 복합 비료를 주고 갈아 엎어둔다. 알뿌리 간의 간격을 10-12cm로 해서 심은 다음에 흙을 7-8cm 정도 덮어둔다. 추위에 강한 햇빛, 배수가 좋은 곳에 심으면 튼튼할 정도로 생육하게 된다. 크로커스는 기름지고 물빠짐이 좋은 흙에 깊이 약 8cm로 구멍을 파고 심는다.
크로커스는 거름을 많이 요하므로 심을 때 외에도 싹이 나왔을 때와 꽃이 진 후에 한 차례씩 복합 비료를 주어야 한다. 크로커스는 3-4월에 꽃이 피고 5월쯤 잎이 마른다. 꽃잎의 끝 부분은 자라면서 누렇게 변하기 때문에 알뿌리를 캐서 마른 잎과 뿌리를 제거하고 그물푸대에 넣어서 건조하고 통풍이 잘 되는 곳에 저장한다. 피어난 꽃에 물이 닿으면 녹듯이 쪼그라들고 시들기 때문에 물을 줄 때는 반드시 주의해야 한다.